# کوپلیون
کوپلیون (ژاپنی: コッペリオン هپبورن: Kopperion) یک مجموعه مانگا ژاپنی که توسط تومونوری اینوئه ساخته و مصورسازی شده‌است. این مجموعه از ژوئن ۲۰۰۸ تا مه ۲۰۱۲ در هفته‌نامه یانگ مگزین، و بعدها از مه ۲۰۱۲ الی فوریه ۲۰۱۶ در ماهنامه یانگ مگزین توسط انتشارات کودانشا به چاپ رسیده‌است و فصل‌های آن در بیست و شش جلد تانکوبون جمع‌آوری شده‌است. داستان مجموعه دربارهٔ سه دختر دبیرستانی است که به علت ساختار ژنتیکی خاصی که در بدن آن‌ها بکار رفته، نسبت به اشعه و پرتوهای هسته‌ای مقاوم شده‌اند و بعد از یک حادثهٔ اتمی، برای مأموریتی به توکیو فرستاده می‌شوند. بر اساس نسخه مانگا، یک مجموعه تلویزیونی انیمه ۱۳ قسمتی نیز توسط استودیوی گوهندز دستمایه اقتباس قرار گرفت، که از ۲ اکتبر ۲۰۱۳ در شبکه ای‌تی-ایکس شروع شده و تا ۲۵ دسامبر ۲۰۱۳ ادامه داشت.